# Neoregelia rubrifolia
Neoregelia rubrifolia là một loài thực vật có hoa trong họ Bromeliaceae. Loài này được Ruschi mô tả khoa học đầu tiên năm 1954.